# Patriark av Venedig

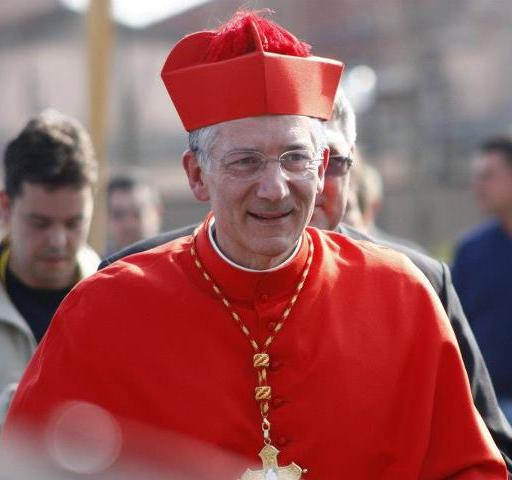
Den nuvarande (sedan 2012) patriarken av Venedig är Francesco Moraglia.

Patriark av Venedig är titeln för den romersk-katolska ärkebiskopen av Venedigs patriarkat. Patriarken är samtidigt metropolit av Venedigs kyrkoprovins.
Den nuvarande patriarken är Francesco Moraglia, som år 2012 efterträdde kardinal Angelo Scola.

## Historik
Ärkebiskopen av Venedig är, tillsammans med biskoparna av Lissabon, Östindien och Jerusalem, en av endast fyra biskopar inom den romersk-katolska kyrkans latinska rit som tituleras patriark. I övrigt är titeln främst förknippad med östkatolska och ortodoxa kyrkor.
Stiftet grundades på 700-talet, men först 1451 fick biskopen rätt att kallas patriark som ett erkännande av stadsstaten Venedigs betydande politiska inflytande. Fram till 1700-talet var det Venedigs senat som utsåg stadens patriark, även om påven ställde vissa krav om teologiska kunskaper.
I modern tid är patriarktiteln endast en hederstitel som ger visst företräde i katolska kyrkans sammanhang. Utmärkande för just patriarken av Venedig är att han utanför liturgin har rätt att bära kardinalernas röda färg, oavsett om han utnämnts till kardinal eller ej. Under 1900-talet har tre av patriarkerna av Venedig valts till påve.

## Stift och kyrkoprovinsen
Biskopssäte och domkyrka är Markuskyrkan vid Markusplatsen i Venedig. Kyrkoprovinsen, som precis som stiftet kan benämnas Venedigs patriarkat, består av stiften Adria-Rovigo, Belluno-Feltre, Chioggia, Concordia-Pordenone, Padua, Treviso, Verona, Vicenza och Vittorio-Veneto.

## Patriarker under 1900- och 2000-talet
- Giuseppe Melchiorre Sarto: 1893–1903, sedermera påve Pius X
- Aristide Cavallari: 1904–1914
- Pietro La Fontaine: 1915–1935
- Adeodato Giovanni Piazza: 1936–1948
- Carlo Agostini: 1948–1952
- Angelo Giuseppe Roncalli: 1953–1958, sedermera påve Johannes XXIII
- Giovanni Urbani: 1958–1969
- Albino Luciani: 1969–1978, sedermera påve Johannes Paulus I
- Marco Cé: 1979–2002
- Angelo Scola: 2002–2011
- Francesco Moraglia: 2012–